# Colcapirhua

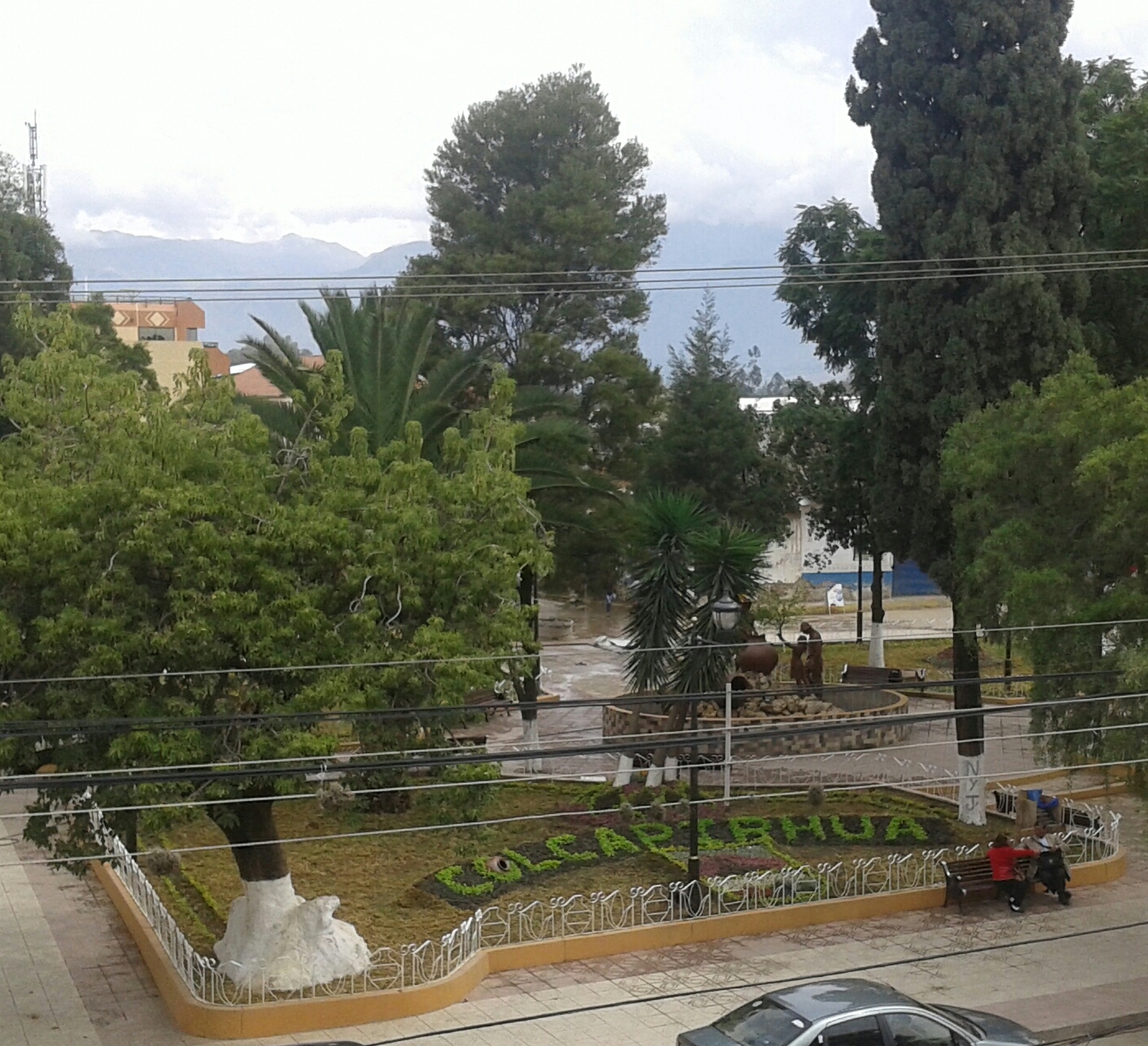
Plaza 15 de Abril en Colcapirhua.

Colcapirhua es una pequeña ciudad y municipio de Bolivia, ubicado en la provincia de Quillacollo del departamento de Cochabamba, y que forma parte de toda el Área Metropolitana de Kanata de la ciudad de Cochabamba.

## Toponimia
El nombre de Colcapirhua deriva del quechua qollqe- plata [dinero] y pirwa-silo, depósito de productos agrícolas construidos de cañahueca y barro. Ya que, durante la época de los incas, la zona se constituyó en un importante productor y almacenador de granos que luego eran distribuidos por todo el imperio.

## Historia
En tiempos remotos se caracterizó por la fabricación de cántaros, ollas y vasijas hechos de barro y arcilla, por lo que sus habitantes, expertos alfareros, son llamados en quechua “Mank’a llutas” (fabricantes de ollas de barro).
Es el municipio más joven de la provincia de Quillacollo. La creación del municipio surgió como consecuencia de la dejadez y apatía de las autoridades municipales de Quillacollo, que no atendieron las necesidades más del cantón de Colcapirhua.
El proceso creación de la quinta sección (municipio) duró 27 años por la oposición de la Alcaldía de Quillacollo. Éste se inició el 25 de agosto de 1958 y culminó con la promulgación de la Ley 579 del 15 de abril de 1985, durante la presidencia de Hernán Siles Suazo. La norma fue ratificada por una ley del 18 de marzo de 1987 en el Gobierno de Víctor Paz Estensoro. De esta forma se creó el municipio aunque no con los límites territoriales propuestos inicialmente.
En diciembre de 2024, el río Chijllawiri, en el límite entre Colcapirhua y Quillacollo, se desbordó, afectando a dos mercados, barrio completos y la avenida Blanco Galindo. Más de 350 militares y 150 funcionarios colaboraron en el trabajo de limpieza.

## Ubicación
Colcapirhua se encuentra en la provincia de Quillacollo en el suroeste del departamento de Cochabamba, en la parte central de Bolivia. Limita al este con el municipio de Cochabamba en la provincia de Cercado, al oeste con el municipio de Quillacollo, al norte con el municipio de Tiquipaya y al sur con el municipio de Santiváñez. La localidad homónima tiene una altitud de 2.565 m s. n. m. y está ubicado en la ribera derecha del Río Rocha.
Está ubicada aproximadamente 9 km de la ciudad de Cochabamba y la carretera principal que une a ambas ciudades es la Avenida Blanco Galindo.

## División territorial
En la actualidad Colcapirhua consta de 5 distritos, distribuido a lo largo de su territorio.
| Distritos del municipio de Colcapirhua |           |                                                                           |
| #                                      | Distritos | Principales barrios                                                       |
| 1                                      | A         | •San José Kami •San José Reducto •Capacachi •23 de Marzo •Cuatro Esquinas |
| 2                                      | B         | •La Florida •Santa Rosa                                                   |
| 3                                      | C         | •Sumumpaya                                                                |
| 4                                      | D         | • Colcapirhua Central                                                     |
| 5                                      | E         | • Esquilan                                                                |

## Flora y fauna
La flora de Colcapirhua, es muy variada, gracias a las condiciones climáticas, se destacan las flores como las rosas, campanitas, margaritas, claveles, ilusiones, gladiolos y otras típicas de la región de los valles. En lo referente a las especies arbóreas, se encuentran pequeños bosquecillos de su vegetación xerofítica, rala y de baja altitud, sin intervención antropógeno, es decir de forma natural.
Tiene una fauna silvestre en los distritos A y E, cuyo hábitat se encuentran aves como: Golondrina, Horneros, Loro, Jilgueros, Colibríes, Palomas, Perdices, Gaviotas, Gavilán, y Patos, estos últimos tienen como hábitat la Laguna de Sumumpaya.

## Demografía
De acuerdo con el censo boliviano de 2024, la población del municipio de Colcapirhua es de 66 235 habitantes.
La población del municipio se triplicó entre 1992 y 2024, mientras que la población de la ciudad se ha duplicado entre 1992 y 2012:
| Año  | Habitantes (municipio) | Fuente |
| ---- | ---------------------- | ------ |
| 1992 | 22 219                 | Censo  |
| 2001 | 41 980                 | Censo  |
| 2012 | 51 990                 | Censo  |
| 2024 | 66 235                 | Censo  |

## Deportes

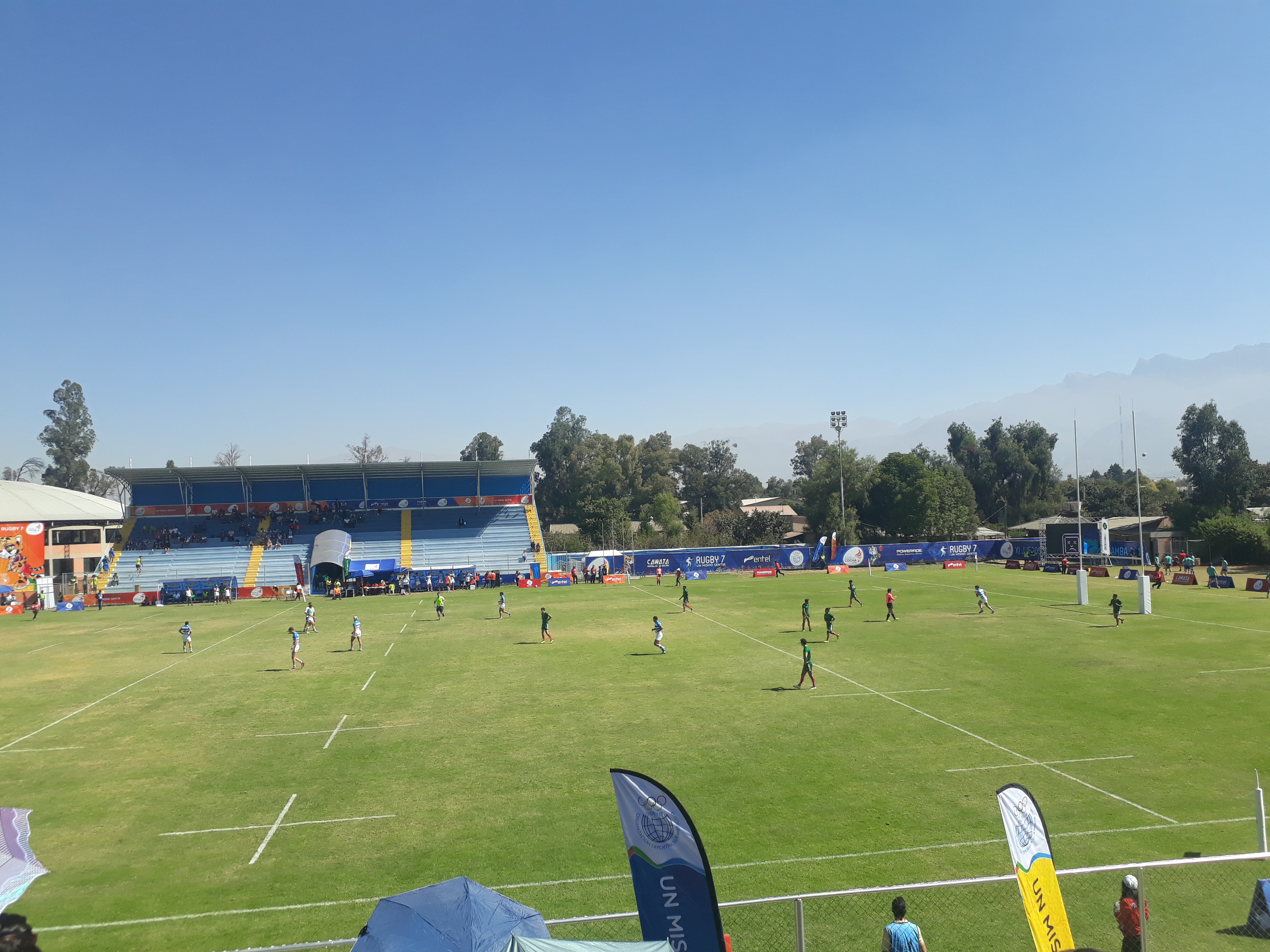
Estadio municipal de Colcapirhua.

Con el desarrollo de la ciudad, se edificó un espacio deportivo, con una capacidad de 3.000 espectadores.El estadio está a 2553 m s. n. m.
El estadio de Colcapirhua también fue sede de la disciplina de Rugby 7 de los Juegos Suramericanos realizados en 2018.
En agosto de 2018 el estadio fue habilitado y aprobado para que albergase partidos de fútbol profesional.

## Localidades limítrofes
En la siguiente tabla aparecen las localidades que limitan con la AMT, en la secuencia geográfica en la que están situados:
| Noroeste: Quillacollo | Norte: Tiquipaya | Nordeste: Tiquipaya |
| Oeste: Quillacollo    |                  | Este: Cochabamba    |
| Suroeste: Quillacollo | Sur: Cochabamba  | Sureste: Cochabamba |

## Aniversarios y festividades
Las festividades que se celebran en el municipio son los siguientes:
- Febrero: Feria de la Jak'a Lawa y el Choclo.
- Abril: Feria de la Comida Tradicional en Miniatura.
- 15 abril: Aniversario.
- 1 de mayo: Festividad de San José obrero (San José Kami).
- 15 mayo: Festividad de San Isidro (Esquilan Grande).
- 16 de julio: Festividad de la virgen del carmen (Capacachi)
- 14 de septiembre: Aniversario de Cochabamba.
- 16 septiembre: Festividad Virgen Altagracia.
- 24 septiembre: Festividad de Nuestra Señora de la Merced (Florida Sud).
- 28 septiembre: Festividad Arcángel San Miguel (Santa Rosa Central).
- Octubre: Feria de la Artesanía y las Plantas.
- Octubre: Festividad Señor San Lorenzo.